# Parictis
Parictis je najstariji rod medvjeda znan znanstvenicima. Trenutno je sastavljen od osam vrsta. To su bili mali medvjedi s lubanjom dugom tek 7 centimetara. Prvo su se pojavili u Sjevernoj Americi u kasnom eocenu (prije otprilike 38 milijuna godina), a u Euroaziju i Afriku ne dolaze sve do miocena.

## Vrste
- P. bathygenus White 1947.
- P. dakotensis Clark 1936. ~37 milijuna godina
- P. gilpini Clark & Guensburg 1972. ~35 milijuna godina
- P. major Clark & Guensburg 1972.
- P. montanus Clark & Guensburg 1972. ~36 milijuna godina
- P. parvus Clark & Beerbower, 1967. ~38 milijuna godina
- P. personi Chaffee 1954.[2] ~33 milijuna godina
- P. primaevus, Scott 1893.

P. bathygenus White 1947 je prethodno bio svrstan u Parictis, ali je prebačen u rod Cynelos, u nadporodici Amphicyonoidea.